# Alex Yermolinsky
Alex Yermolinsky (ursprünglich Alexei Jermolinski, russisch Алексей Владиславович Ермолинский, wiss. Transliteration: Aleksej Jermolinskij; * 11. April 1958 in Leningrad) ist ein US-amerikanischer Schachmeister mit Wurzeln in der Sowjetunion.

## Leben

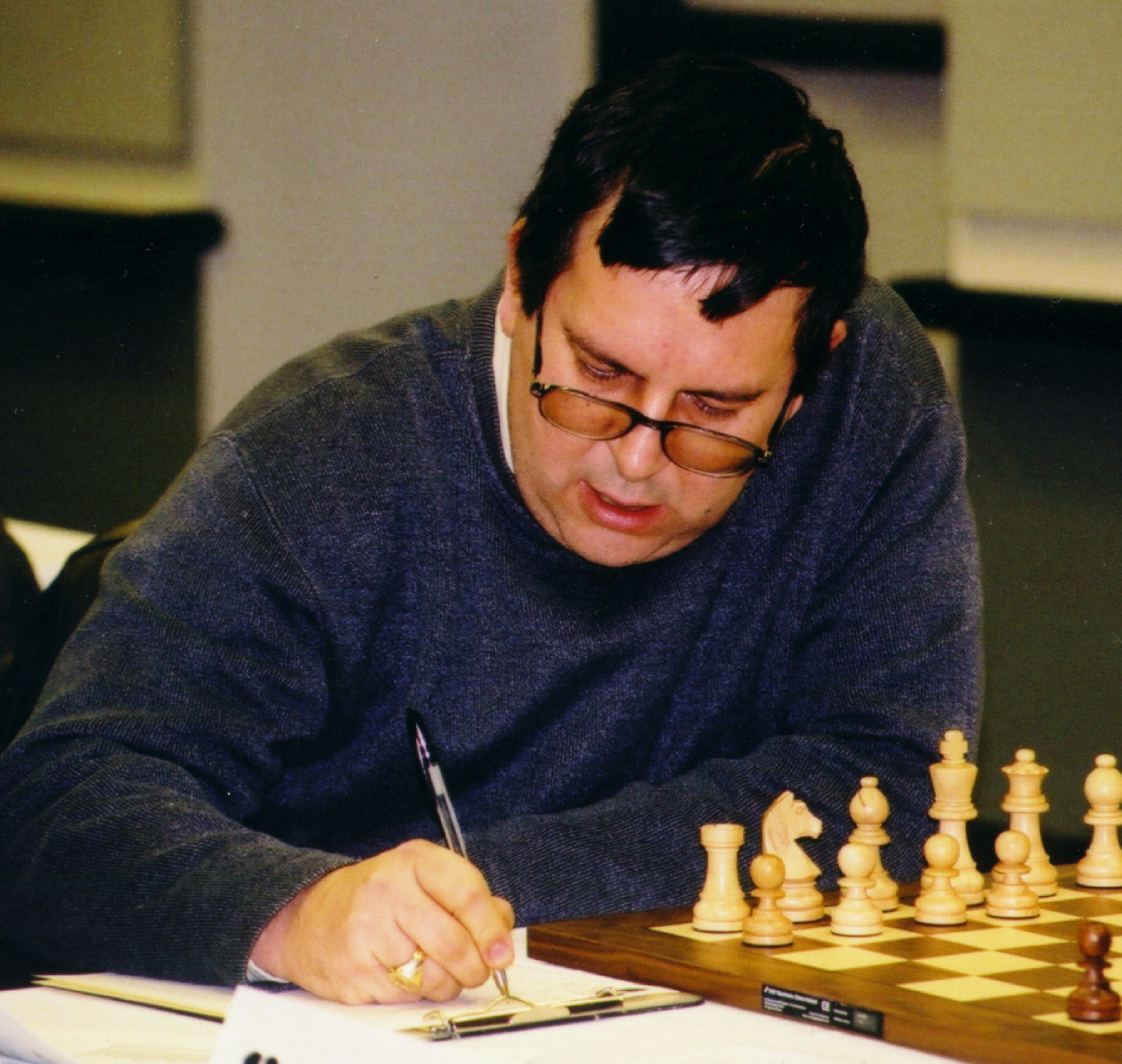
Alex Yermolinsky während der US-Meisterschaft 2003 in Seattle, Washington

Alex Yermolinsky erlernte Schach als 8-Jähriger. Der Generation von Garri Kasparow angehörig, durchlief er in der ehemaligen UdSSR die Sowjetische Schachschule und gehörte als Jugendlicher zu den besten zehn Jugendspielern der UdSSR. Er errang als 19-Jähriger den sowjetischen Meistertitel und konzentrierte sich zwischen 1981 und 1988 auf Trainertätigkeiten, u. a. mit Alexander Chalifman und Irina Levitina. Ein Studium brach er ab und arbeitete als Fabrikarbeiter. Sein Spielniveau konnte er zwar bedeutend heben, allerdings gelang ihm niemals eine Qualifikation für die UdSSR-Meisterschaft. 1989 emigrierte er aus der zerfallenden Sowjetunion. Yermolinsky begab sich zunächst nach Italien, wo er viele Erfolge feierte und fast jedes Turnier gewann, an dem er teilnahm: u. a. in Caorle 1989, Forlì 1989, San Benedetto del Tronto 1989 und Arco 1989.
1990 siedelte er in die USA um und erhielt bald darauf die US-Staatsbürgerschaft. Er arbeitete zunächst in New Jersey in einem pharmazeutischen Unternehmen und spielte überwiegend US-amerikanische Weekend-Turniere. 1991 wurde er geteilter Zweiter beim National Chess Congress in Philadelphia hinter Boris Gulko und erhielt im gleichen Jahr von der FIDE den Titel Internationaler Meister verliehen. 1992, das Jahr, in dem er Großmeister wurde, vertrat er erstmals seine neue Heimat an der Schacholympiade in Manila.
1993 begann er seine Profikarriere. Er siegte 1992 und 1993 in Philadelphia, 1993 in Columbia und Bethesda. Im selben Jahr gewann er das erste Mal die US-Meisterschaft in Long Beach (geteilt mit Alexander Shabalov). 1994 setzte er seine Siegesserie fort: Asheville, Reno (Texas) und North Bay. 1995 folgten erneut Turniersiege in Asheville, Woburn (Massachusetts), Philadelphia, Concord (Kalifornien) (US-Open) und Kings Island. 1996 gewann er in Philadelphia, Los Angeles sowie das Groningen-Open und siegte zum zweiten Mal bei der US-Meisterschaft in Parsippany. 1997 folgten Erfolge in Kissimmee (US-Open) und Washington, D.C. 1998 Asheville, Allentown, Woburn und Philadelphia, 1999 in Newburgh. 2000 in Ledyards und in Saint Paul (Minnesota) (US-Open). 2001 gewann Yermolinsky die erstmals ausgerichtete Amerikanische Kontinentalmeisterschaft in Cali, 2002 in Las Vegas (US-Open), 2003 in Sioux Falls, San Francisco, San Diego und Reno, 2005 erneut in San Francisco.

## Nationalmannschaft
Yermolinsky nahm für das US-Team an den Schacholympiaden 1992, 1994, 1996, 1998 und 2000 teil. 1996 erreichte er mit der Mannschaft den dritten Platz und in der Einzelwertung die drittbeste Elo-Leistung aller Teilnehmer sowie das zweitbeste Ergebnis am zweiten Brett, 1998 belegte er mit der Mannschaft den zweiten Platz.
Außerdem nahm er an den Mannschaftsweltmeisterschaften 1993 und 1997 teil. Mit der Mannschaft gewann er 1993 und erreichte 1997 den zweiten Platz.

## Vereine
Yermolinsky gewann den European Club Cup 1986 mit dem ZSKA Moskau. In den 1990er Jahren folgte zwei weitere Teilnahmen am European Club Cup, allerdings scheiterte Yermolinsky sowohl 1997 mit Elitzur Petach Tikwa als auch 1999 mit dem ŠK Montenegrobanka Podgorica bereits in der Vorrunde.

## Familie
Yermolinsky war seit 1997 mit der litauischen Schachspielerin Camilla Baginskaite verheiratet. Die beiden haben einen Sohn und eine Tochter und lernten sich bei der Schacholympiade 1996 in Jerewan kennen.

## Werke auf Deutsch
- Der Weg zur Verbesserung im Schach, Gambit Publications Ltd, London 2002, ISBN 1-901983-77-3.